# Skybox (песня)
«Skybox» (стилизовано под маюскул) — песня американского рэпера Gunna, она была выпущена 6 марта 2020 года вместе с видеоклипом, как главный сингл со второго студийного альбома Wunna (2020). Песня была спродюсирована Taurus и сэмплирует трек «Crushed Up» американского рэпера Фьючера.

## Видеоклип
Музыкальное видео было снято Спайком Джорданом и начинается с Gunna, сделанного из пластилина, который летит на воздушном шаре. Он падает после того, как его ударил исполнитель танца живота. Затем в видео показана живая съёмка, где Gunna лежит рядом со спущенным воздушным шаром. Он просыпается и идёт в соседнюю марокканскую деревню, бродя по её улицам, а затем тусуясь с местными жителями.

## Чарты
| Чарт (2020)                           | Высшая позиция |
| ------------------------------------- | -------------- |
| New Zealand Hot Singles (RMNZ)        | 24             |
| США (Billboard Hot 100)               | 65             |
| США (Billboard Hot R&B/Hip-Hop Songs) | 30             |

## Сертификации
| Регион                                                                      | Сертификация | Продажи |
| --------------------------------------------------------------------------- | ------------ | ------- |
| США (RIAA)                                                                  | Золотой      | 500 000 |
| Данные о продажах + прослушиваниях приведены только на основе сертификации. |              |         |